# لحفاية أولاد الشيخ (لمكانسة أولاد الشيخ)
لحفاية أولاد الشيخ هو دُوَّار يقع بجماعة بوسكورة، إقليم النواصر، جهة الدار البيضاء سطات في المملكة المغربية. ينتمي الدوّار لمشيخة لمكانسة أولاد الشيخ التي تضم دوارين. يقدر عدد سكانه بـ 4926 نسمة حسب الإحصاء الرسمي للسكان والسكنى لسنة 2004.

## روابط خارجية
- البوابة الوطنية للجماعات الترابية نسخة محفوظة 12 مارس 2018 على موقع واي باك مشين.
- المندوبية السامية للتخطيط